# Municipio de Scoville
El municipio de Scoville (en inglés: Scoville Township) es un municipio ubicado en el condado de Ransom en el estado estadounidense de Dakota del Norte. En el año 2010 tenía una población de 35 habitantes y una densidad poblacional de 0,75 personas por km².

## Geografía
El municipio de Scoville se encuentra ubicado en las coordenadas 46°23′30″N 97°28′9″O / 46.39167, -97.46917. Según la Oficina del Censo de los Estados Unidos, el municipio tiene una superficie total de 46.76 km², de la cual 46,76 km² corresponden a tierra firme y (0 %) 0 km² es agua.

## Demografía
Según el censo de 2010, había 35 personas residiendo en el municipio de Scoville. La densidad de población era de 0,75 hab./km². De los 35 habitantes, el municipio de Scoville estaba compuesto por el 100 % blancos. Del total de la población el 0 % eran hispanos o latinos de cualquier raza.